# ミサイル艦

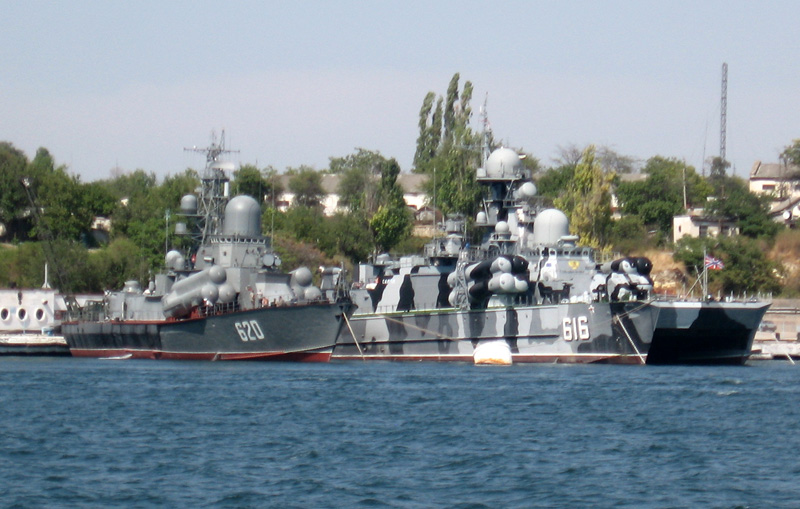
ロシア連邦海軍の 12341 「オーヴォト-1」設計小型ミサイル艦「シュチーリ」（左）と1239型「シヴーチ」設計ホバークラフト型ミサイル艦「サムーム」。

ミサイル艦（ミサイルかん）は、一般にミサイルを搭載した艦船の総称である。
多くの国では特にミサイル艦という艦種が存在するわけではなく、たんに艦船がミサイルを搭載しているという、艦船の仕様を説明する用語である。一方、ソビエト連邦海軍では大型ミサイル艦と小型ミサイル艦、ポーランド海軍とロシア連邦海軍では小型ミサイル艦という艦種を制定している。小型のミサイル艦のことをミサイル艇と呼ぶこともあるが、それらの国では小型ミサイル艦とミサイル艇は別艦種として制定されている。

## 各国のミサイル艦

### ソビエト連邦のミサイル艦
ソビエト連邦（以下、ソ連）では、1950年代より実用化された大型ミサイル艇の上位艦種として小型ミサイル艦（ロシア語: Ма́лый раке́тный кора́бль, МРК）を制定した。下位艦種の大型ミサイル艇が多くても 4 基の中射程艦対艦ミサイル発射装置しか搭載しなかったのに対し、小型ミサイル艦は 6 ないし 8 基の発射装置を搭載した。船体も比較的大型で、各種装置も充実していた。この時期の代表的な艦種としては、 1234 「オーヴォト」設計小型ミサイル艦が挙げられる。
一方、砲熕兵装を主兵装とした従来型の艦隊水雷艇（駆逐艦）がミサイル艦化すると、1966年5月19日からそれらは大型ミサイル艦（Большо́й раке́тный кора́бль, БРК）へ類別を改められた。これもやはり中射程艦対艦ミサイルを装備する攻撃艦であった。任務は、艦隊に同行し、敵艦隊の護衛艦船をミサイルによって撃破することであった。その代表は、 56-M 設計とその近代化改修型 56-U 設計、発展型の 57-bis 設計が挙げられる。しかし、本来対潜専用艦であった大型対潜艦が艦対艦ミサイルを搭載する万能艦に発展すると、大型ミサイル艦はその存在意義を失い、大型対潜艦へ改修されるなどして類別も廃止された。
ソ連海軍が大型・小型ミサイル艦を重視した背景として、冷戦期、強力な航空母艦を多数保有していたアメリカ海軍に対抗する手段として、同様な空母機動艦隊を整備することが不可能であり、代替手段として、空母よりはるかに低いコストで、空母と拮抗しうる手段として、ミサイルの攻撃力に着目したということがあった。

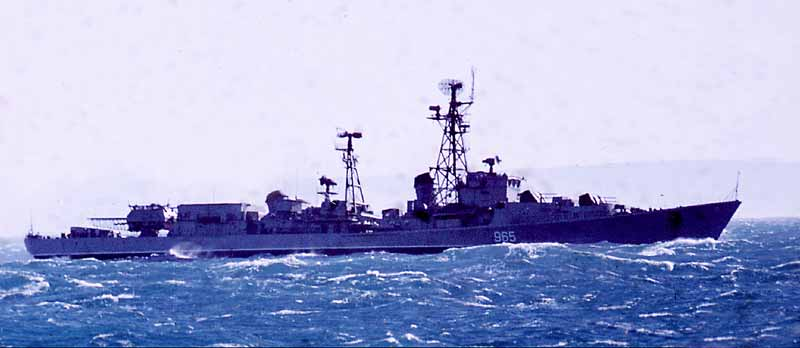
56-M 設計大型ミサイル艦「ネウロヴィームイ（ロシア語版）」。
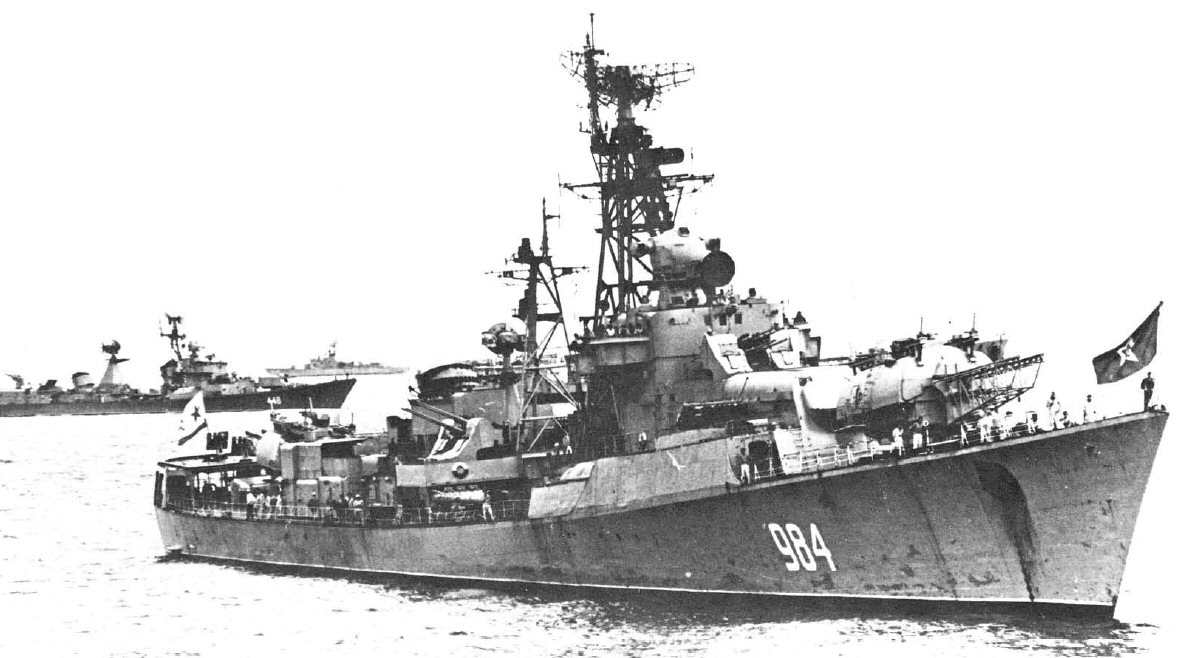
57-bis 設計大型ミサイル艦「グネーヴヌイ（ロシア語版）」。
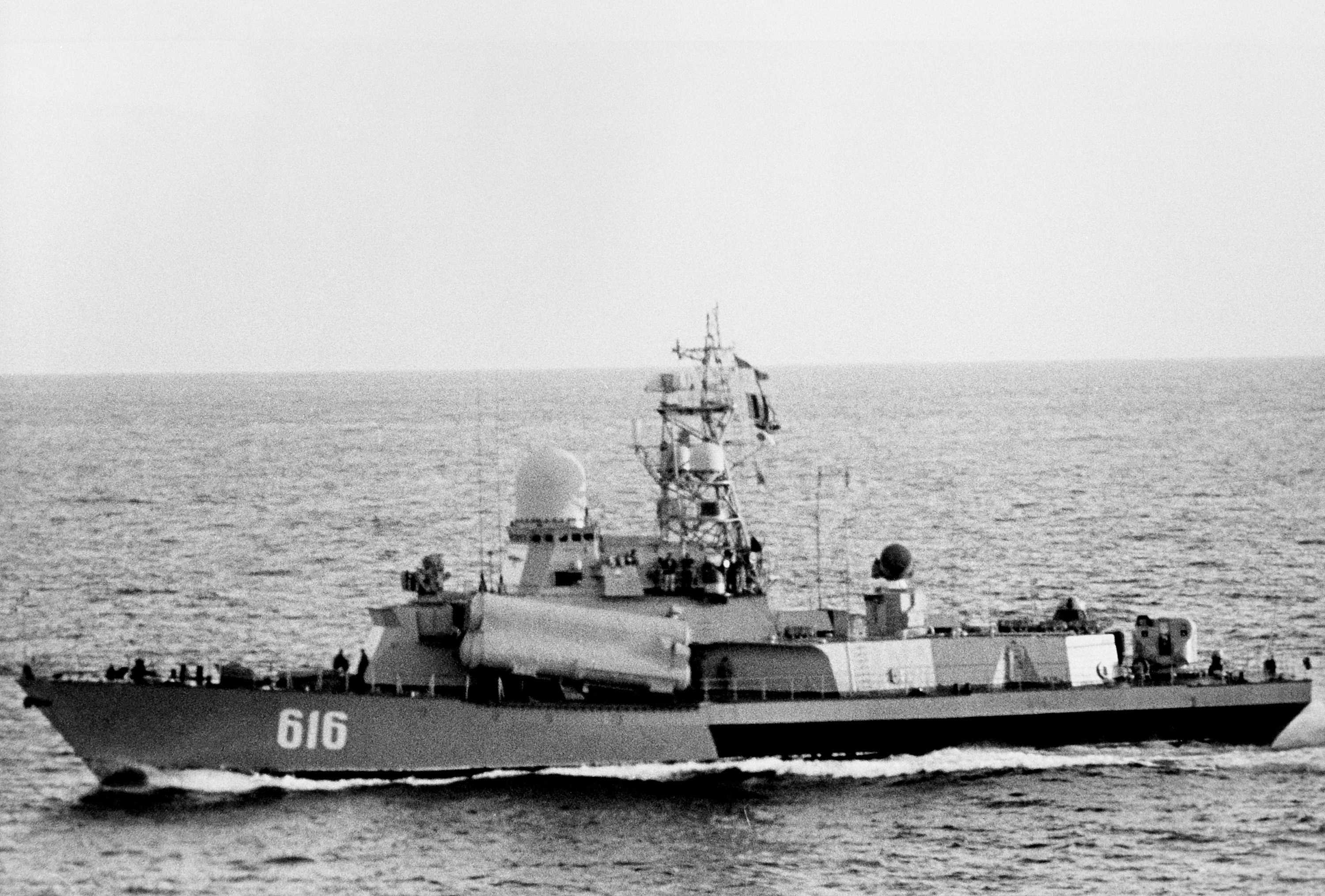
12341 「オーヴォト-1」設計小型ミサイル艦「ミラーシュ（ロシア語版）」。

### ロシア連邦
ソ連末期から設計建造され2隻が就役したシヴーチ型小型ミサイル艦を除いて、ロシア連邦では成立後しばらく新たなミサイル艦の増備計画を持っていなかった。しかし、小型砲艦ブーヤン型より発展した新しい小型ミサイル艦ブーヤンM型の建造を2010年から開始し、2014年には1番艦が就役している。

### ポーランド

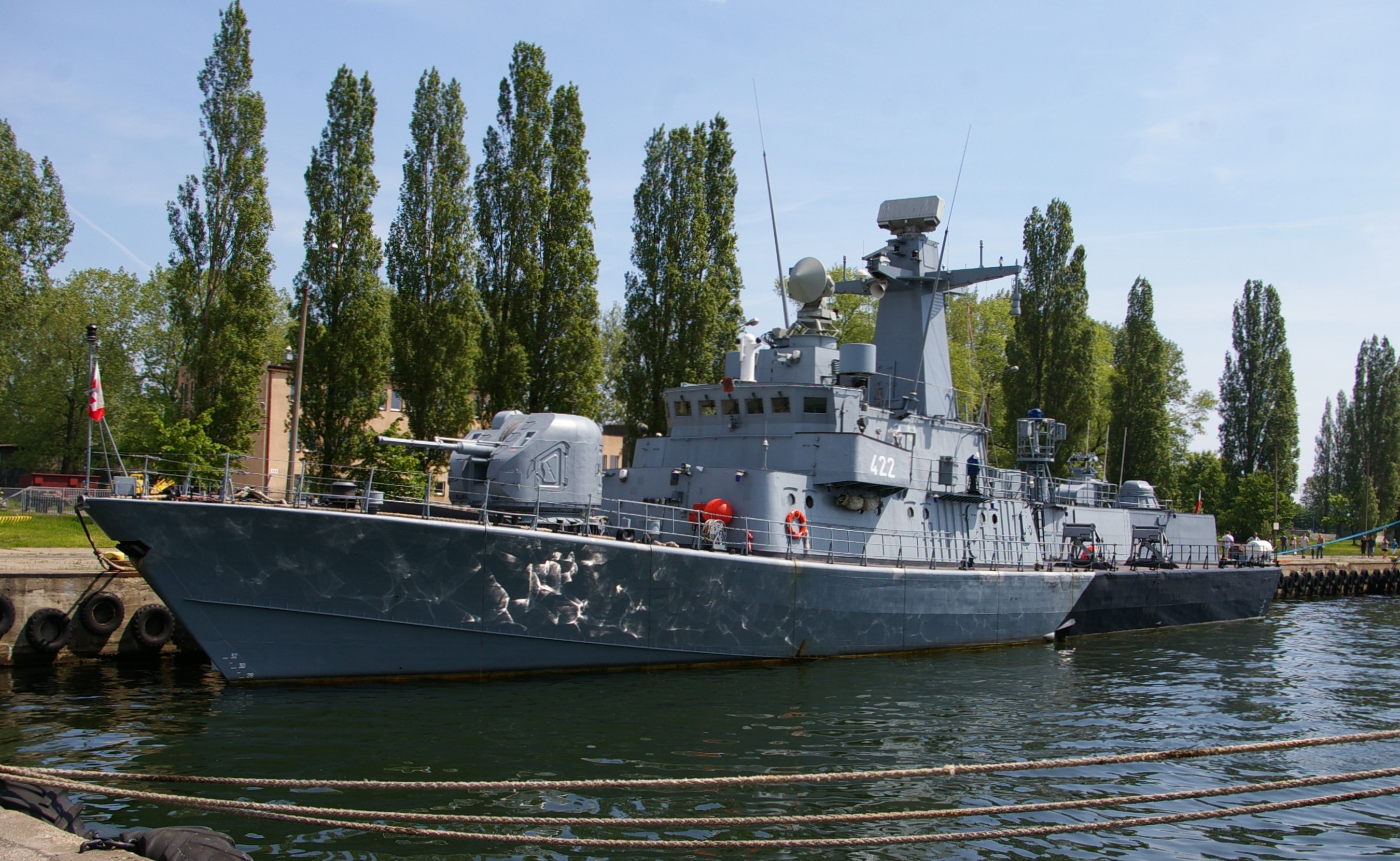
660 設計小型ミサイル艦「ピョルン」。

ポーランド人民共和国では、ソ連製の大型ミサイル艇を小型ミサイル艦（ポーランド語: Mały okręt rakietowy）と称して運用していた。今日のポーランドでも、 660 設計を小型ミサイル艦に分類している。
従って、ポーランド海軍の小型ミサイル艦はソ連海軍の小型ミサイル艦には相当せず、大型ミサイル艇に相当している。